# Vancouver-Kensington (circonscription britanno-colombienne)
Pour les articles homonymes, voir Vancouver (homonymie) et Kensington.
Circonscription électorale provinciale du Canada
Vancouver-Kensington est une circonscription provinciale de la Colombie-Britannique représentée à l'Assemblée législative de la Colombie-Britannique depuis 1991.

## Géographie
En 2020, la circonscription représente une partie de la ville de Vancouver dans le district régional du Grand Vancouver.

## Liste des députés
| Législature          | Années               | Député               | Député                | Parti                |
| Vancouver-Kensington | Vancouver-Kensington | Vancouver-Kensington | Vancouver-Kensington  | Vancouver-Kensington |
| -------------------- | -------------------- | -------------------- | --------------------- | -------------------- |
| 35e                  | 1991–1996            |                      | Ujjal Dosanjh         | Néo-démocrate        |
| 36e                  | 1996–2001            |                      | Ujjal Dosanjh         | Néo-démocrate        |
| 37e                  | 2001-2005            |                      | Patrick Wong (en)     | Libéral              |
| 38e                  | 2005–2009            |                      | David Chudnovsky (en) | Néo-démocrate        |
| 39e                  | 2009–2013            |                      | Mable Elmore (en)     | Néo-démocrate        |
| 40e                  | 2013–2017            |                      | Mable Elmore (en)     | Néo-démocrate        |
| 41e                  | 2017–2020            |                      | Mable Elmore (en)     | Néo-démocrate        |
| 42e                  | 2020–2024            |                      | Mable Elmore (en)     | Néo-démocrate        |
| 43e                  | 2024–en cours        |                      | Mable Elmore (en)     | Néo-démocrate        |

## Résultats électoraux
Modèle:Élection générale britanno-colombienne de 2024 — Vancouver-Kensington

Frontière de la circonscription en 2015.
Frontière de la circonscription en 2023.